# ستابشيف
ستابشيف مسمى وظيفي ( «رئيس هيئة الاركان») ورتبة شبه عسكريًة في كتيبة العاصفة المرتبطة بالحزب النازي. شغل الرتبة رئيس عمليات كتيبة العاصفة. الرتبة تعادل رتبة جنرال أوبرست في الجيش الألماني وجنرال في الجيش الأمريكي. 

## التعريف
تم تأسيس منصب SA-Stabschef في عام 1929 لمساعدة Oberste SA-Führer (Supreme SA Leader)  في إدارة المنظمة سريعة النمو. شغل أوتو فاغنر منصب الرئاسة تحت قيادة Oberste SA-Führer Franz Pfeffer von Salomon من 1928-1930 ، وترأس كتيبة العاصفة فعليًا عند إعطاءه هتلر لقب أوبرست SA-Führer في أغسطس حتى استبداله بإرنست روم في يناير 1931. 
تم إنشاء ستابشيف بواسطة روم الذي اعطاها لنفسه في عام 1933 بعد أن أصبح هتلر مستشارًا. على الرغم من أن هتلر أصبح القائد الأعلى للجيش في عام 1930، إلا أن الإدارة اليومية للمنظمة تركت لرئيس الأركان. وبالتالي، فإن الرجال الذين احتلوا رتبة ستابشيف بعد عام 1930 كانوا قادة فعليين لكتيبة العاصفة. 

## متقلدو الرتبة
شغل رتبة ستابشيف أربعة أشخاص مختلفين بين عامي 1929 و1945، وكانن كل حالة من حالات الخلافة موروثًا بسبب وفاة السلف. شغل ضباط كتيبة العاصفة التاليون منصب ستابشيف:
المرجع
| No. |                  | Stabschef                      | Took office    | Left office      | Time in office   | Party | Ref   |
| --- | ---------------- | ------------------------------ | -------------- | ---------------- | ---------------- | ----- | ----- |
| 1   | Otto Wagener     | Otto Wagener (1888–1971)       | October 1929   | 31 December 1930 | 1 سنة و2 شهور    | NSDAP | [ 4 ] |
| 2   | إرنست روم        | إرنست روم (1887–1934)          | 5 January 1931 | 1 July 1934 †    | 3 سنوات و5 شهور  | NSDAP | [ 5 ] |
| 3   | فيكتور لوتز      | فيكتور لوتز (1890–1943)        | 1 July 1934    | 2 May 1943 †     | 8 سنوات و10 شهور | NSDAP | [ 6 ] |
| -   | Max Jüttner (de) | Max Jüttner (1888–1963) Acting | 2 May 1943     | August 1943      | 2 شهور           | NSDAP | [ 7 ] |
| 4   | فيلهلم شيبمان    | فيلهلم شيبمان (1894–1970)      | August 1943    | 5 May 1945       | 1 سنة و9 شهور    | NSDAP | [ 8 ] |

## الشارة
بعد عام 1933، كانت شارة Stabschef تتألف من نمط «رماح متقاطع»، تم وضعه على شكل دائرة من أوراق البلوط النصفية. بعد عام 1934، تم تغيير الشارة إلى نمط من أوراق البلوط ثلاثية الأوراق المكلمة بأشكال مماثلة لأشكال رتبة إس إس الخاصة بـ زعيم الرايخ إس إس.  مع سقوط ألمانيا النازية، لم تعد كتيبة العاصفة موجودًة وذهبت معها رتبة ستابشيف. 
- حزام الكتف
- التصحيح جورجيت (1933-1934)
- التصحيح جورجيت (1934-1945)